# Uku Masing
Uku Masing (Lipa, Gobernación de Estonia, Imperio ruso, 11 de agosto de 1909 – Tartu, Unión Soviética, 25 de abril de 1985) fue un polímata estonio que realizó aportes en los campos de la teología, los estudios orientales, la filosofía, la poesía, el folclore y la etnología. Fue una figura destacada en la filosofía religiosa estonia. También escribió poesía, en su mayoría centrada en cuestiones religiosas. Masing fue autor de una única novela, Rapanui vabastamine ehk Kajakad jumalate kalmistul —«La liberación de Rapa Nui, o Gaviotas en el cementerio de los dioses»—, escrita a finales de la década de 1930 y publicada póstumamente en 1989.
Como folclorista, fue un investigador de los cuentos de hadas, y contribuyó a la Enciclopedia internacional del cuento popular. Fue reconocido como «Justo entre las Naciones» por Yad Vashem y el Tribunal Supremo de Israel, por su participación en el rescate de un judío en Estonia durante el Holocausto, ayudándolo a escapar de la captura desde 1941 hasta el final de la guerra.

## Biografía
Uku Masing nació el 11 de agosto de 1909 en la aldea de Lipa, parroquia de Raikküla, condado de Rapla, con el nombre de Hugo Albert Masing. Sus padres fueron Ado Masing y Anna Masing. Tuvo una hermana menor, Agnes Masing —apellido de casada, Saag—, nacida en 1911. Dotado de un talento extraordinario para las lenguas, hablaba cuatro idiomas al terminar la educación secundaria y alrededor de cuarenta al final de su vida.
En 1926, comenzó sus estudios de teología en la Universidad de Tartu. Durante su estancia en la universidad, y tras su graduación, publicó numerosos poemas, traducciones y ensayos. Su obra más reconocida fue Neemed vihmade lahte —«Cabos hacia el golfo de las lluvias»—, publicada en 1935.
Masing formó parte del influyente grupo de poetas estonios reunido en 1938 por el estudioso de literatura Ants Oras, fuertemente influido por T. S. Eliot. Este pequeño círculo de escritores se conoció como Arbujad —«Adivinos»— e incluía a Heiti Talvik, Betti Alver, Paul Viiding, Mart Raud, Bernard Kangro, August Sang y Kersti Merilaas.
Masing era conocido por su sentimiento anti-alemán, que constituía el núcleo de su rechazo ocasional hacia los pueblos indoeuropeos, a quienes en ocasiones llamaba «basura étnica» y se refería como «indogermánicos».

### Justo entre las Naciones

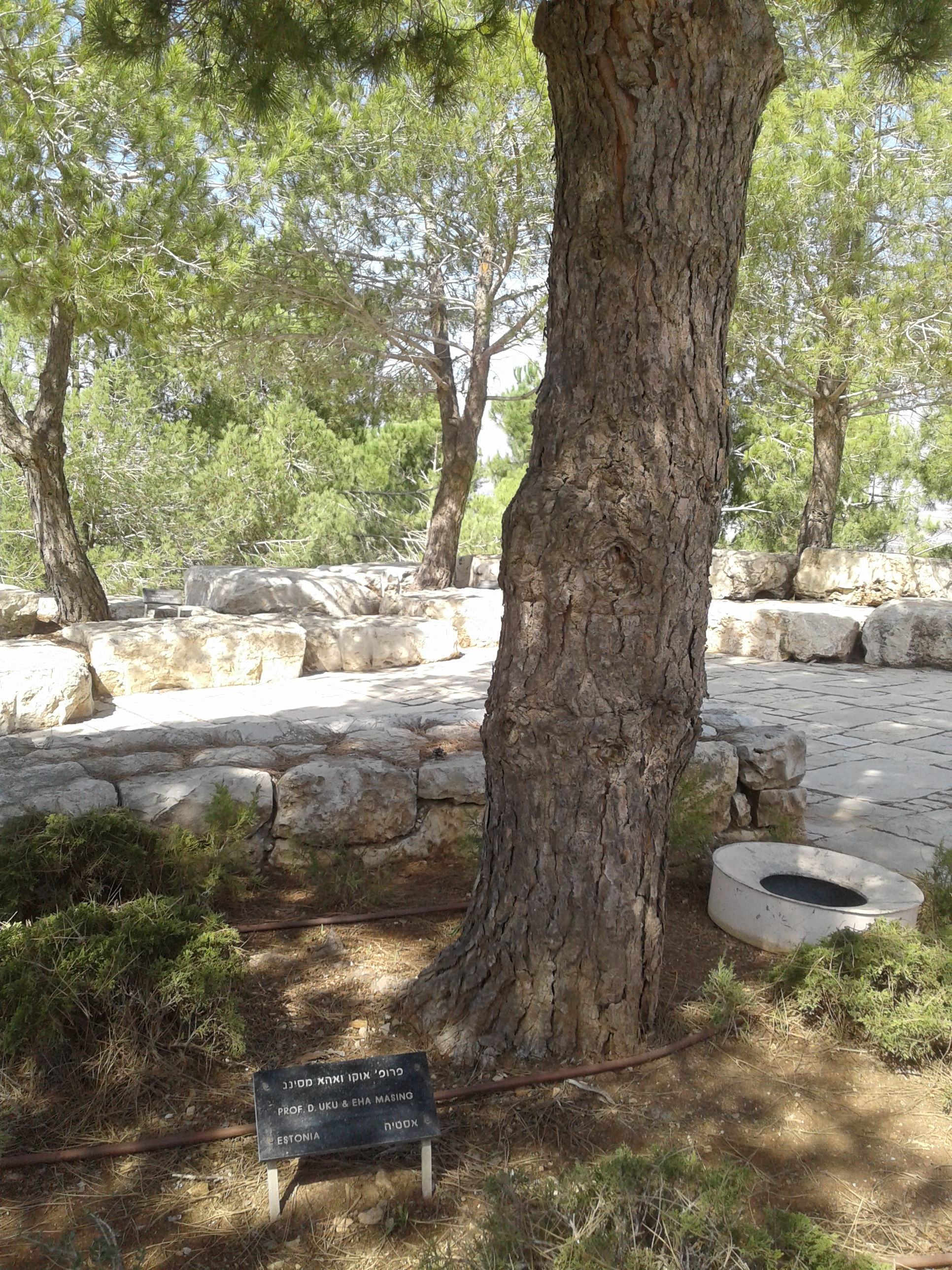
El árbol de Uku y Eha Masing, plantado por Yad Vashem en reconocimiento a los Masing como «Justos entre las Naciones».

Masing fue profesor en la Universidad de Tartu, en Estonia, donde era conocido como un «brillante docente de teología y lenguas semíticas, aunque con una personalidad algo excéntrica». Tras la invasión alemana de Estonia durante la Segunda Guerra Mundial, renunció a su puesto en la universidad y dedicó su tiempo a proteger y preservar objetos culturales y religiosos judíos.
Conocía al folclorista judío, investigador de narrativas y teólogo Isidor Levin desde su época como profesor, y decidió esconderlo de los alemanes, quienes con toda seguridad lo habrían condenado a muerte. Masing y su esposa, Eha, ayudaron a Levin a evitar su captura proporcionándole alimento, refugio, ropa e incluso documentos falsificados, llegando en ocasiones a mentir a la Gestapo sobre su paradero. Por estas acciones, Masing y su esposa fueron reconocidos como «Justos entre las Naciones». Tras la guerra, Masing también participó en la investigación de crímenes de guerra nazis, en particular los cometidos en el campo de concentración de Klooga, donde fueron asesinados numerosos judíos.